# 小行星6291
小行星6291（英語：6291 Renzetti）是一颗围绕太阳公转的小行星。1985年10月15日，愛德華·鮑威爾在可可尼诺县发现了此天体。
这颗小行星的绝对星等为32.26821等。